# Gerichtsorganisation in der Türkei
Die Gerichtsbarkeit der Türkei (Türk Yargı Sistemi) ist entsprechend Artikel 138 der Verfassung unabhängig und unterliegt keinerlei Weisung. Zuständig für Personalfragen und die disziplinarrechtliche Kontrolle der Gerichte ist der Richter- und Staatsanwälterat.
Das türkische Gerichtswesen bestand bei Straf- und Zivilsachen grundsätzlich aus zwei Instanzen: Tatsacheninstanz und Kassation (temyiz). Mitte 2016 sollen die bereits vor mehr als zehn Jahren eingeführten Berufungsgerichte ihre Tätigkeit aufnehmen.
Das Militär verfügte bis zur Verfassungsänderung vom 16. April 2017, mit der die betreffenden Verfassungsartikel (Artt. 156 und 157 der Verfassung der Republik Türkei) aufgehoben wurden, über eine eigene Gerichtsbarkeit (siehe auch Militärkassationshof und Hoher Militärverwaltungsgerichtshof).

## Verfassungsgericht
Das Verfassungsgericht (Anayasa Mahkemesi) hat vier Hauptaufgaben:
1. Die Überprüfung von Gesetzen und Verordnungen mit Gesetzeskraft (Art. 150 und 152 der Verfassung)
2. Die Funktion als Staatsgerichtshof (Yüce Divan) nach Art. 148 der Verfassung
3. Das Verbot von politischen Parteien (Art. 148)[2]
4. Die Verfassungsbeschwerde (Bireysel Başvuru) nach Art. 148  und 149 der Verfassung (seit 23. September 2012)

## Die Verwaltungsgerichtsbarkeit

### Erste Instanz
- Verwaltungsgerichte (İdare Mahkemeleri), bestehen aus je einem Richter, Berufungsinstanz: Regionalverwaltungsgericht
- Steuergerichte (Vergi Mahkemeleri), bestehen aus je einem Richter, Berufungsinstanz: Regionalverwaltungsgericht

### 2. und 3. Instanz
- Regionalverwaltungsgerichte (Bölge İdare Mahkemeleri), bestehen aus drei Richtern, Revisionsinstanz: Staatsrat
- Staatsrat (Danıştay): Der Staatsrat der Türkei ist sowohl als Revisionsinstanz, aber für per Gesetz bestimmte Angelegenheiten auch als erste Instanz zuständig.

## Die ordentliche Gerichtsbarkeit

### Erste Instanz

#### Die Strafgerichtsbarkeit

##### Allgemeine Gerichte
- Friedensgerichte (Sulh Ceza Mahkemeleri): Diese Gerichte sind inzwischen abgeschafft, ihre Aufgaben den Strafkammern übertragen worden. Als Sulh Ceza Hakimliği sind sie weiterhin für alle Verfahren rund um Festnahme und Verhaftung zuständig.
- Strafkammern (Asliye Ceza Mahkemeleri): Diese Gerichte sind mit einem Einzelrichter besetzt und verhandeln mittelschwere Strafsachen, die nicht in das Aufgabengebiet der Friedensgerichte oder Großen Strafkammern fallen.
- Große Strafkammern (Ağır Ceza Mahkemeleri): Diese Gerichte sind mit drei Richtern besetzt und verhandeln schwere Strafsachen. Neben ein paar speziell den Kammern zugeordneten Delikten und mit Ausnahme aller als terroristisch (politisch) eingestuften Vergehen sind die Großen Strafkammern für Straftaten zuständig, bei denen das Mindeststrafmaß 10 Jahre beträgt.

### 2. und 3. Instanz
- Regionalgerichte (Bölge Adliye Mahkemeleri): Im Zuge der Reformen für den Beitritt in die Europäische Union wurde am 1. Juni 2005 mit den Regionalgerichten eine Berufungsinstanz (istinaf mahkemesi) eingeführt. Sie sollen ihre Tätigkeit Mitte 2016 aufnehmen.
- Kassationshof (Yargıtay): Revisionsinstanz ist stets der Kassationshof der Türkei.

#### Fachgerichte
- Staatssicherheitsgerichte (Devlet Güvenlik Mahkemeleri, DGM): siehe Staatssicherheitsgericht. Diese Gerichte gibt es nicht mehr. Ihre Zuständigkeiten sind auf die Großen Strafkammern übergegangen.
- Verkehrsgerichte (Trafik Mahkemeleri): Diese Gerichte sind zuständig für Verstöße gegen das türkische Straßenverkehrsgesetz (Karayolları Trafik Kanunu).
- Devisengerichte (Döviz Mahkemeleri): Diese Gerichte sind zuständig für Verstöße gegen das türkische Währungsschutzgesetz (Türk Parasının Kıymetini Koruma Hakkında Kanun).

Es gibt darüber hinaus weitere Fachgerichte wie die so genannten Kindergerichte (Çocuk Mahkemeleri) und Strafgerichte zu gedanklichen und gewerblichen Rechten (Fikri ve Sınai Haklar Ceza Mahkemeleri). Einige Fachgerichte sind noch nicht landesweit vertreten, an ihrer Stelle werden die meist ordentliche Gerichte tätig.

#### Die Zivilgerichtsbarkeit

##### Allgemeine Gerichte
Die türkische Zivilgerichtsbarkeit kennt folgende Gerichtstypen:
- Zivile Friedensgerichte (Sulh Hukuk Mahkemeleri): Diese Gerichte sind mit einem Einzelrichter besetzt und verhandeln Zivilsachen mit geringem Streitwert. Zudem sind sie unabhängig vom Streitwert für Mietvertragsstreitigkeiten aller Art (z. B. Räumungsklagen), die Ausstellung von Erbscheinen, Adoptionsbewilligungen, Bestätigungen von Rechtsgeschäften zwischen Kindern und Eltern und die Auflösung von Eigentümergemeinschaften zuständig.
- Zivilkammern (Asliye Hukuk Mahkemeleri): Diese Gerichte sind mit einem Einzelrichter besetzt. Sie verhandeln Zivilsachen mit höherem Streitwert. Unabhängig vom Streitwert sind sie zuständig für Insolvenzverfahren und Verstöße gegen die Persönlichkeitsrechte.
- Handelsgerichte (Asliye Ticaret Mahkemeleri): Diese Gerichte sind mit drei Richtern besetzt. Sie sind zuständig für alle Handelsklagen. Es gibt Handelsgerichte nur in größeren Städten. In Städten ohne Handelsgerichte sind die Zivilkammern zuständig.

##### Fachgerichte
- Arbeitsgerichte (İş Mahkemeleri): Sie entsprechen den deutschen Arbeitsgerichten.
- Verbrauchergerichte (Tüketici Mahkemeleri): Diese Gerichte sind zuständig für Streitigkeiten im Rahmen des türkischen Verbraucherschutzgesetzes (Tüketicinin Korunması Hakkında Kanun)
- Vollstreckungsgerichte (İcra Mahkemeleri): Diese Gerichte sind mit einem Einzelrichter besetzt. Sie üben die Rechtsaufsicht über Vollstreckungs- und Konkursbehörden aus. Sie verfügen auch über eine Strafabteilung.
- Familiengerichte (Aile Mahkemeleri): Diese Gerichte gibt es in Provinzen (il) und Landkreisen (ilçe) mit mehr als 100.000 Einwohnern. Sonst entsprechen sie deutschen Familiengerichten.
- Gerichte für geistiges Eigentum und gewerblichen Rechtsschutz (Fikri ve Sınai Haklar Mahkemeleri): Diese Gerichte sind mit drei Richtern besetzt. Es gibt sie nur in Istanbul, Ankara und Izmir. Sie sind zuständig für Streitigkeiten aus dem Gesetz über das geistige Eigentum (Fikir ve Sanat Eserleri Kanunu) und dem gewerblichen Rechtsschutz. Sie haben auch eine Strafabteilung. Außerhalb ihrer Sprengel sind die Kammern für Handelssachen zuständig.

### 2. und 3. Instanz
- Regionalgerichte (Bölge Adliye Mahkemeleri): Im Zuge der Reformen für den Beitritt in die Europäische Union wurde am 1. Juni 2005 mit den Regionalgerichten ein Berufungsgericht (istinaf mahkemesi) eingeführt. Sie hat ihre Tätigkeit jedoch erst viele Jahre später am 20. Juli 2016 aufnehmen können.
- Kassationshof (Yargıtay): Revisionsinstanz ist stets der Kassationshof der Türkei.

## Kompetenzkonfliktgericht
Das Kompetenzkonfliktgericht entscheidet als erste und letzte Instanz über Kompetenzstreitigkeiten zwischen den ordentlichen Gerichten, Verwaltungsgerichten und Militärgerichten.